# Ischioscia trifasciata
Ischioscia trifasciata är en kräftdjursart som beskrevs av Klaus Ulrich Leistikow 200. Ischioscia trifasciata ingår i släktet Ischioscia och familjen Philosciidae. Inga underarter finns listade i Catalogue of Life.